# Nomen nescio
Nomen nescio (Nomen - ime + nescio - neznan; kratica NN) je latinski izraz za neznano ime. Kratica NN se v slovenščini uporablja za Neznanca.
Sam izraz je postal precej poznan na internetnih forumih in Usenet skupinah, kjer anonomni uporabniki uporabljajo ta izraz, da skrijejo svojo identiteto. Drugi razlog za tako dejanje, je strah pred povračilom, ko obveščajo o kriminalu.